# Chemin de fer de la Côte-Nord et du Labrador
Le chemin de fer de la Côte-Nord et du Labrador (anglais : Quebec North Shore and Labrador ou QNS&L) est un chemin de fer régional privé du Canada reliant les villes québécoises de Sept-Îles et Schefferville. Le chemin de fer fait 414 km (261 milles) de long dans le nord-est du Québec et l'ouest du Labrador. Il relie Labrador City au Labrador, au port de Sept-Îles au Québec dans le golfe du Saint-Laurent. Le QNS&L est la propriété de la Compagnie Iron Ore du Canada.

## Histoire

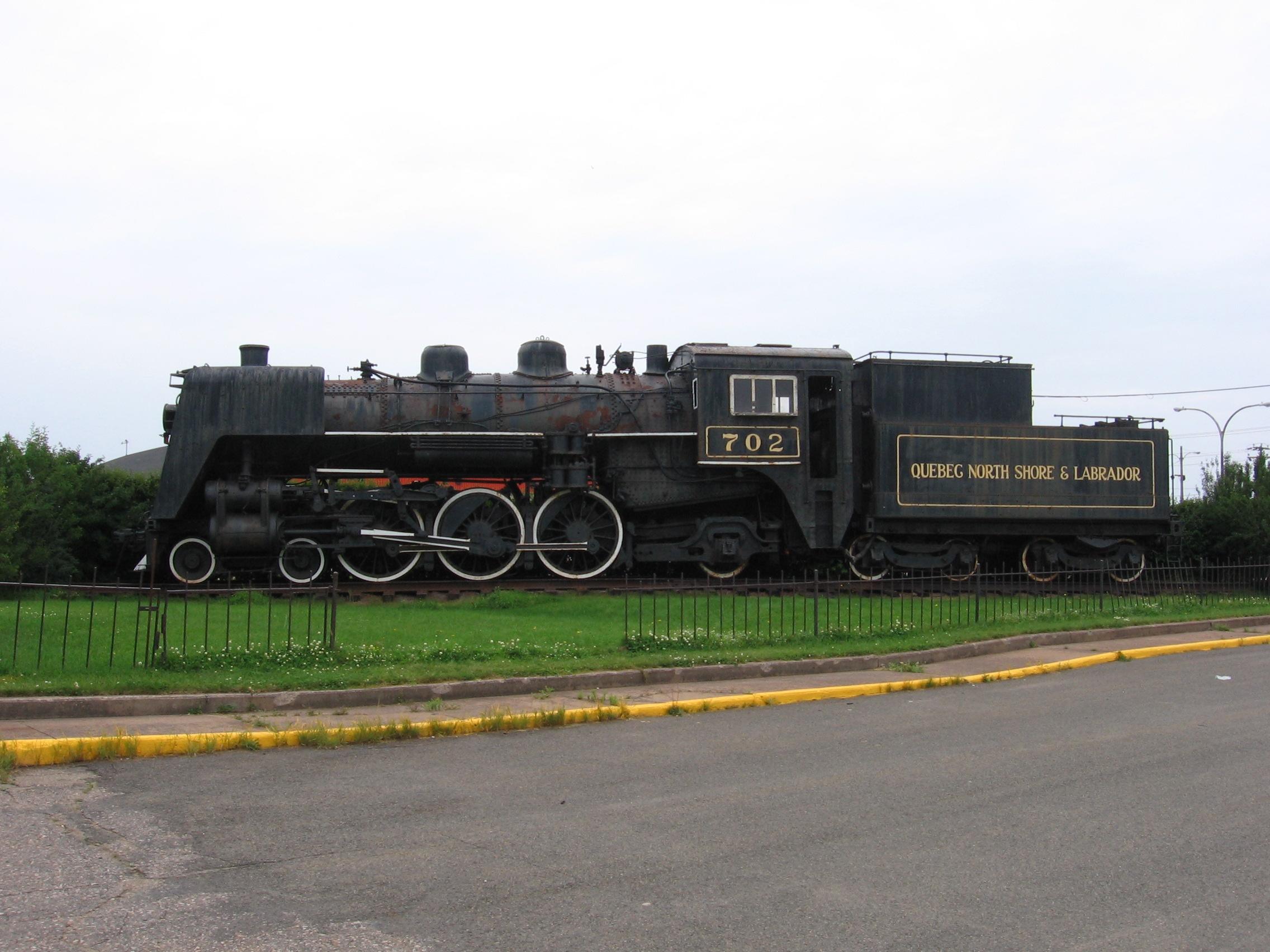
Ancienne locomotive du QNS&L

Construit entre 1951 et 1954, le QNS&L reliait le port de Sept-Îles au terminus de Schefferville sur une distance de 573 km (359 milles). En 1958, le projet Carol d'exploitation du gisement de fer entre le lac Carol (anglais : Carol Lake) et le lac Wabush (anglais : Wabush Lake) dans l'ouest du Labrador fut lancé par la Compagnie IOC. QNS&L construisit une ligne de 58 km (36 milles) pour desservir ces mines, allant vers l'ouest à partir de la ligne principale reliant Sept-Îles à Schefferville, de la jonction Ross Bay (anglais : Ross Bay Junction) au lac Carol. Le service fut ouvert en 1960. Labrador City, créée au sud au bord du Petit lac Wabush (anglais : Little Wabush Lake) en 1959 pour loger les employés de la Compagnie IOC, fut incorporée en 1961. Le projet Carol fut complété en 1962.
En 1982, les conditions économiques obligèrent la fermeture des opérations minières de Schefferville, pour favoriser les dépôts de minerai de fer autour de Labrador City. La plupart des résidents de Schefferville furent relocalisés à Labrador City. QNS&L a toutefois maintenu le service passager et le fret entre la jonction Emeril (anglais : Emeril Junction) et Schefferville pour le service local des Premières Nations jusqu'au 1er décembre, 2005, lorsqu’il fut vendu à Transport Ferroviaire Tshiuetin inc. pour la somme de 1,00 $ CAD.
Depuis 2006, le QNS&L gère essentiellement le transport du minerai de fer entre les mines de la Compagnie IOC autour de Labrador City et le port minéralier de Sept-Îles. Le QNS&L fournit également d'autres services de fret, transportant les voitures des employés, divers matériaux de mines en vrac, de gros équipements et des fournitures quotidiennes pour Labrador City et les divers camps de maintenance.
Ce chemin de fer, ainsi que le Transport ferroviaire Tshiuetin, le chemin de fer Arnaud, le chemin de fer du lac Wabush et le chemin de fer du lac Bloom, forment un réseau de chemins de fer isolé, qui n'est relié aux autres lignes ferroviaires du réseau nord-américain que par un service de traversier-rail entre Pointe-Noire et Matane.